# Пъстър токо
Пъстрият токо (Tockus fasciatus) е вид птица от семейство Носорогови птици (Bucerotidae). Видът е незастрашен от изчезване.

## Разпространение
Tockus fasciatus е разпространен в голяма част от горите на екваториална Африка, от Гамбия до западните части на Уганда и северна Ангола.